# Републикански път III-3706
Републикански път IIІ-3706 е третокласен път, част от Републиканската пътна мрежа на България, преминаващ изцяло по територията на Пазарджишка област. Дължината му е 15,5 km.
Пътят се отклонява надясно при 138,2 km на Републикански път II-37 южно от село Алеко Константиново и се насочва на югозапад, а след село Дебръщица – на запад и северозапад през най-югозападната част на Горнотракийската низина. Минава през селата Црънча и Паталеница и в източнвата част на село Ветрен дол се свързва с Републикански път II-84 при неговия 8,9 km.
| Пътища, отклоняващи се надясно (населено място, № на пътя, посока на пътя) | km   | Пътища, отклоняващи се наляво (посока на пътя, № на пътя, населено място) |
| -------------------------------------------------------------------------- | ---- | ------------------------------------------------------------------------- |
| Община Пазарджик, II-37, 138,2 km →                                        | 0,0  | → 138,2 km, II-37, Община Пазарджик                                       |
| с. Дебръщица                                                               | 4,4  | → с. Дебръщица, общински път (за лет. „Св. Константин“)                   |
| (за с. Алеко Константиново) общински път, с. Црънча ←                      | 7,1  | с. Црънча                                                                 |
| (за с. Ляхово) общински път, с. Паталеница ←                               | 9,6  | с. Паталеница                                                             |
|                                                                            | 11,3 | → общински път (за Баткунски манастир)                                    |
| Община Септември                                                           | 13,2 | Община Септември                                                          |
| (от с. Звъничево) II-84, 8,9 km, с. Ветрен дол →                           | 15,5 | → с. Ветрен дол, 8,9 km, II-84 (до 36,6 km на II-19)                      |